# Borris (by)
 For alternative betydninger, se Borris. (Se også artikler, som begynder med Borris)
Borris er en stationsby i Vestjylland med 856 indbyggere  (2024), beliggende ved Skjern Å. Den ligger i Sønder Borris Sogn 12 kilometer øst for Tarm og Skjern, ni kilometer vest for Sønder Felding og 35 kilometer sydvest for Herning. Byen hører til Ringkøbing-Skjern Kommune og er beliggende i Region Midtjylland.
Borris Kirke, Borris Skole, Borris Skydeterræn og Borris Station ligger i byen.

## Historie
Borris landsby nævnes første gang i 1340: Burigs.
Ved århundredeskiftet beskrives stationsbyen således: "Borris Stationsby med Missionshus, Sparekasse (oprettet 1874; 31/3 1901 var Spar. Tilgodehavende 145,984 Kr., Rentef. 4 pCt., Reservef. 7103 Kr., Antal af Konti 482), Andelsmejeri, Købmandshdlr. osv., Kro samt Jærnbanest. med Telegraf- og Telefonst."
Ifølge folketællingen 1930 levede af Borris stationsbys 342 indbyggere 19 af landbrug, 140 af industri, 74 af handel, 21 af transport, 9 af immateriel virksomhed, 45 af husgerning, 34 var ude af erhverv og 0 havde ikke givet oplysninger.